# Xysticus alpicola
Xysticus alpicola es una especie de araña cangrejo del género Xysticus, orden Araneae. Fue descrita científicamente por Kulczyński en 1882.

## Distribución geográfica
Se distribuye por Polonia, Eslovaquia y Ucrania.